# November 2012
| November 2012 |
| Månader under 2012: Januari · Februari · Mars · April · Maj · Juni · Juli · Augusti · September · Oktober · November · December ← December 2011 · Januari 2013 → |

## Händelser

### 1 november
- Susan Waffa-Ogoo utses till Gambias utrikesminister.[1]

### 6 november
- Presidentval i USA hålls. Demokraten Barack Obama vinner över Republikanernas kandidat Mitt Romney och blir därmed omvald till president.[1]

### 13 november
- Total solförmörkelse, synlig i norra Australien och södra Stilla havet.

### 17 november
- 50 skolbarn och en busschaufför dödades i en tågolycka nära Manfalut, 350 km söder om Kairo.[2] Egyptens transportminister,Mohamed Rashad Al Matini, avgick efter olyckan.[3]